# Frenesia
Pour plus de détails, voir Fiche technique et Distribution.
Frenesia est un film italien réalisé par Mario Bonnard et sorti en 1939.

## Synopsis
Un homme qui aime beaucoup s'amuser, après s'être marié en France, retourne chez ses parents avec une horde de compagnons sauvages, bruyants et fêtards.
Les parents font semblant de s'adapter, en se disputant et en faisant des folies, alors les enfants comprennent et acceptent la leçon.

## Fiche technique
- Titre : Frenesia
- Réalisation : Mario Bonnard
- Scénario : Oreste Biancoli et Dino Falconi, d'après leur pièce Alla Moda !
- Photographie : Carlo Montuori
- Décors : Gastone Medin
- Musique : Giulio Bonnard
- Montage : Gisa Radicchi Levi
- Société de production : Amato Film - Euro International Film
- Pays d'origine :  Royaume d'Italie
- Durée : 85 minutes
- Dates de sortie : 
  - Royaume d'Italie : 3 novembre 1939
  - France : 18 novembre 1942

## Distribution
- Dina Galli : Marta
- Antonio Gandusio : Stefano
- Betty Stockfeld : Maud
- Paolo Stoppa : Bobby
- Vivi Gioi : Daniela
- Titina De Filippo : Carolina
- Osvaldo Valenti : Sigfrido
- Giulio Stival : Giacomo